# Evfrosinija Antonovna Kersnovskaja
Evfrosinija Antonovna Kersnovskaja in russo Евфросиния Антоновна Керсновская? (Odessa, 8 gennaio 1908 – Essentuki, 8 marzo 1994) è stata una scrittrice russa, un'aristocratica di Odessa, vissuta per 10 anni a Norillag.
Qui svolse prima i lavori forzati in miniera e poi divenne un'addetta all'infermeria del gulag. In seguito scrisse le memorie di questa sua terribile esperienza in 12 quaderni, accompagnati da 680 disegni. Vennero tutti pubblicati successivamente.
In realtà solo nell'ultimo decennio si è data la possibilità di pubblicare libri contro il regime, prima erano tassativamente banditi.

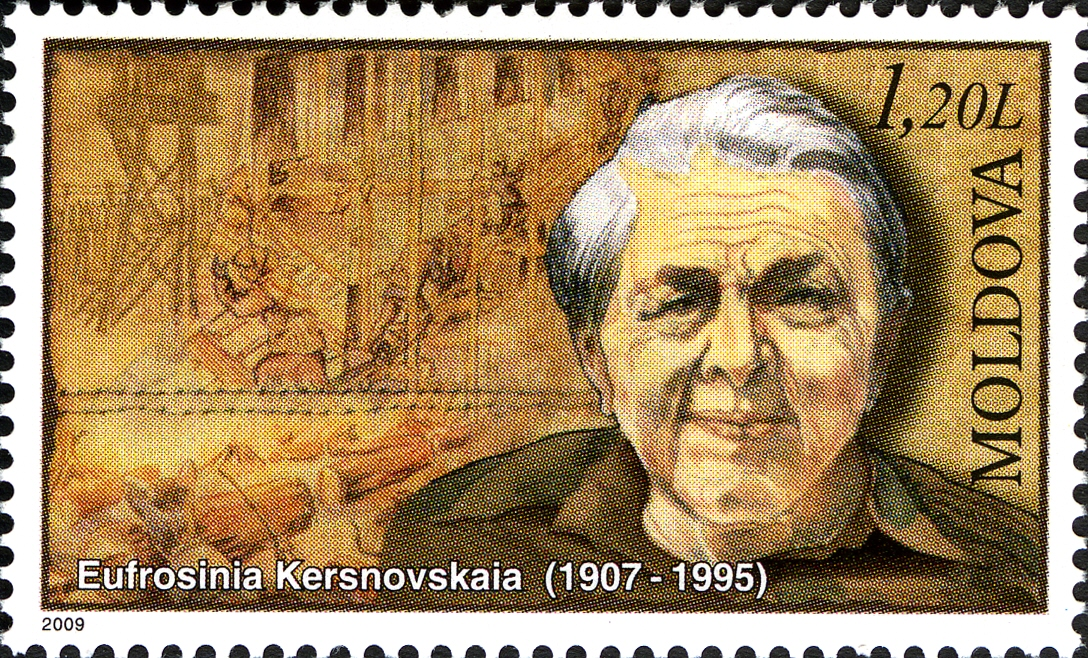
Francobollo ritraente Evfrosinija Kersnovskaja

.

## Biografia
Evfrosinija Kersnovskaja era nata a Odessa in una famiglia aristocratica. Per sfuggire alla guerra civile la famiglia Kersnovskaja aveva lasciato la Russia per trasferirsi in una piccola tenuta in Bessarabia, allora sotto il dominio della Romania. Dopo l'annessione della Bessarabia all'URSS nel giugno del 1940, la scrittrice rimase in Bessarabia sotto il potere dei Bolscevichi, mandando la madre in Romania. Le fu però requisita la casa ed in seguito fu deportata in Siberia dove fu costretta a lavorare al taglio degli alberi. In seguito tenta di scappare, ma viene ripresa e condannata a morte. La pena viene poi commutata a dieci anni di lavori forzati. Nel suo libro: Quanto vale un uomo Kersnovskaja descrive la storia della sua deportazione che la porta in diverse regioni della Siberia tra cui Novosibirsk, Omsk e Noril'sk.

## Opere
- Quanto vale un uomo., trad. Emanuela Guercetti, Milano, Bompiani, 2006, ISBN 978-88-452-6214-2.